# Chcete být milionářem?
Chcete být milionářem?, lidově – a později i oficiálně na televizi Prima (v roce 2008) – Milionář, je česká verze populární televizní soutěže podle britského originálu Who Wants to Be a Millionaire?, jejímž charakteristickým rysem je možnost dosažení velmi vysokých výher v řádu milionů. Soutěžící v průběhu soutěže zodpovídá 15 otázek se vzrůstající náročností, přičemž vždy vybírá ze čtyř variant odpovědí tu správnou. Pokud nezná správnou odpověď, může soutěžící hru ukončit a odnést si dosud vyhranou částku.
Pořad se poprvé objevil na obrazovkách TV Nova 16. října 2000 a po dvojnásobné změně moderátora se vysílal až do roku 2005. Prvním moderátorem byl Vladimír Čech, který je se soutěžním pořadem spojován dodnes, nahradil ho herec Martin Preiss a poslední díly uváděl Ondřej Hejma. V roce 2007 se rozhodla po necelé tříleté pauze pořad obnovit televize Prima pod názvem Milionář. První díl uvedla 4. února 2008 a moderátorem byl Roman Šmucler. Tentýž rok stanice pořad ukončila.
V roce 2013 po smrti Vladimíra Čecha se rozhodla stanice Nova vrátit reprízy starších dílů na stanici Telka, nyní známou jako Nova Gold.
Dne 22. února 2016 bylo oznámeno, že Nova začne připravovat nové díly, inspirací ji byla německá verze pořadu. Natáčení probíhalo v německém studiu. Později bylo oznámeno, že novým moderátorem bude herec Marek Vašut. Vysílání bylo zahájeno 23. března 2016. Soutěž byla ještě tentýž rok od 14. září 2016 pozastavena na dobu neurčitou. Neodvysílané díly soutěže Chcete být milionářem? byly vysílány každou prázdninovou středu roku 2017 na Nově.
Tvůrcem formátu je společnost Celador a licenci v současné době drží japonská produkční společnost Sony Pictures Television International.

## Hrací plán
| Výplatní struktura | Výplatní struktura | Výplatní struktura |
| Číslo otázky       | Hodnota otázky     | Hodnota otázky     |
| Číslo otázky       | 2000–05; 2016–17   | 2008               |
| ------------------ | ------------------ | ------------------ |
| 1                  | 1 000 Kč           | 1 000 Kč           |
| 2                  | 2 000 Kč           | 2 000 Kč           |
| 3                  | 3 000 Kč           | 3 000 Kč           |
| 4                  | 5 000 Kč           | 5 000 Kč           |
| 5                  | 10 000 Kč          | 10 000 Kč          |
| 6                  | 20 000 Kč          | 20 000 Kč          |
| 7                  | 40 000 Kč          | 30 000 Kč          |
| 8                  | 80 000 Kč          | 40 000 Kč          |
| 9                  | 160 000 Kč         | 50 000 Kč          |
| 10                 | 320 000 Kč         | 80 000 Kč          |
| 11                 | 640 000 Kč         | 160 000 Kč         |
| 12                 | 1 250 000 Kč       | 300 000 Kč         |
| 13                 | 2 500 000 Kč       | 500 000 Kč         |
| 14                 | 5 000 000 Kč       | 1 000 000 Kč       |
| 15                 | 10 000 000 Kč      | 2 000 000 Kč       |

Soutěžící se mohli přihlašovat do soutěžního pořadu pomocí speciálního telefonního čísla nebo později pomocí internetového dotazníku, na základě registrace soutěžícího, obvolávala produkce jednotlivé přihlášené a ti podstupovali základní znalostní kvíz a různé druhy otázek, podle kterých se vybrali soutěžící do rozstřelu (verze z roku 2008 část s rozstřelem neměla).
Soutěžící, který vyhraje rozstřel (seřadí čtyři možnosti za sebou dle instrukcí), a zároveň je nejrychlejší, postoupí do horkého křesla, kde ho čeká sada patnácti otázek. Soutěžící si může vybrat při jakékoliv otázce odstoupit ze soutěže a odnést si poslední vyhranou částku. V rámci hry ho čekají tři záchytné body, jež udávají minimální částku, kterou si po jejich překročení soutěžící odnese, pokud zodpoví následnou otázku špatně.
Na závěr pořadu se může ozvat klakson, který značí, že soutěžící nestihl dohrát hru v časovém slotu jednoho dílu. Soutěžící se vrací v dalším díle a svoji hru dohrává, pokud klakson zazní během zadávání otázky, v příštím kole bude soutěžícímu zadaná nová otázka.

### Nápovědy
Během hry jsou nabídnuty tři základní nápovědy (od roku 2000 do roku 2005), od roku 2008 do roku 2016 byly k dispozici čtyři nápovědy:
- 50:50 – Počítač eliminuje dvě nesprávné odpovědi z nabízených možností. V nabídce tedy nadále zůstává jedna nesprávná odpověď a správná odpověď.
- Přítel na telefonu – Soutěžící volá jednomu ze svých předem určených přátel, na které poskytl telefonní spojení. Soutěžící má na přečtení otázky a možností 30 sekund, přítel musí ovšem v té době také stihnout odpovědět.
- Rada publika – Každý divák v publiku je vybaven hlasovacím zařízením, které použije poté, co jej moderátor vyzve. Následně se soutěžícímu objeví tabulka s procenty k jednotlivým možnostem.[pozn. 1]
- Výměna otázky (2008) – Soutěžící měl možnost vyměnit otázku za jinou. Nápověda byla možná pouze až od otázky 11.
- Pomoc diváka (2016–17) – Jakmile soutěžící požádá, že chce tuto nápovědu, moderátor vyzve ty diváky, kteří si myslí, že znají správnou odpověď, aby si stoupli. Soutěžící si jednoho z nich vybere a ten mu řekne svůj tip. Soutěžící s ním může, ale nemusí souhlasit. Pokud soutěžícímu divák poradí dobře (bez ohledu na to, kterou odpověď soutěžící zvolí), získá odměnu 5 000 Kč. Tato nápověda je k dispozici pouze, pokud si soutěžící vybere riskantní variantu hry.

### Formát hry (2000–05)
Vybraných deset soutěžících usedlo do křesel v rozstřelu, ten který odpověděl správně a nejrychleji pokračoval do horkého křesla. Zde na něj čekalo patnáct vědomostních otázek. Soutěžící měl celkem tři záchytné body: otázka 5. v hodnotě 10 000 Kč, otázka 10. v hodnotě 320 000 Kč a otázka 15. v nejvyšší hodnotě 10 000 000 Kč. K dispozici měl tři nápovědy: 50:50, přítele na telefonu a radu publika. Pokud soutěžící hru ukončil či špatně odpověděl na nějakou z otázek, následoval stejný postup rozstřelu se zbývajícími devíti hráči. Nejvyšší možnou výhrou bylo 10 000 000 Kč.

### Formát hryMilionář(2008)
Soutěžící se neúčastnili žádného rozstřelového kola a hra se odehrávala rovnou na horkém křesle. Zde na soutěžícího opět čekalo 15 otázek a k dispozici měl tři základní nápovědy, po dosažení druhého záchytného bodu se mu objevila čtvrtá nápověda, výměna otázky. Záchytné body byly na páté otázce v hodnotě 10 000 Kč, na desáté otázce v hodnotě 80 000 Kč a na patnácté otázce v hodnotě 2 000 000 Kč, což byla také nejvyšší možná výhra.

### Formát hry (2016–17)
Soutěžící se opět utkávali v rozstřelu, kde o místo v horkém křesle hrálo osm soutěžících. Opět postupoval ten soutěžící, který odpověděl správně a byl nejrychlejší. Na začátku hry mu bylo nabídnuto, zdali chtěl hrát klasickou, nebo riskantní hru. Klasická hra byla složena z patnácti otázek se třemi záchytnými body a třemi nápovědami. Riskantní hra měla také patnáct otázek, ale pouze dva záchytné body, a to na otázkách č. 5 a 15. Soutěžící měl ovšem k dispozici čtyři nápovědy. Pokud soutěžící hru ukončil či špatně odpověděl na nějakou z otázek, následoval stejný postup rozstřelu se zbývajícími sedmi hráči. Nejvyšší možnou výhrou bylo (také jako v letech 2000–2005) 10 000 000 Kč.

## Telefonická otázka (2005)
Díly natočené s moderátorem Ondřejem Hejmou (jedná se o díly 384 z 1. dubna 2005 až 403 z 19. srpna 2005) začínaly diváckou telefonickou otázkou. Diváci mohli během třiceti minut od položení otázky zatelefonovat na k tomu určené telefonní číslo a na otázku odpovědět. Poté produkce náhodně vylosovala některého z volajících, kteří na otázku odpověděli správně. Diváci mohli takto vyhrát 50 000 Kč.

## SMS soutěž (2016)
V roce 2016 byla nabídnuta divákům soutěž s možností zasoutěžit si a získat 25 000 Kč. Produkce vybírala dvě otázky, u kterých spouštěla SMS hlasování o tom, která z možností je u zadané otázky správná. Diváci posílali SMS ve tvaru A, B, C nebo D, podle toho, která odpověď se jim zdála správná. Během jednoho dílu měli diváci možnost soutěžit dvakrát.

## Největší vítězové
V historii soutěže se nikomu nepodařilo získat víc než 2 500 000 Kč.

### Zdeněk Jánský (19. července 2002)
Zdeněk Jánský z Chomutova jako první zvítězil v pořadu Chcete být milionářem? v 174. díle. Odnesl si výhru v hodnotě 2 500 000 Kč. Jánský se pokusil bojovat také o pět milionů korun, kde využil nápovědu 50:50 i přítele na telefonu, ovšem i přesto nevěděl, a soutěž vzdal. Poté, co si tipnul (možnost C), odpověď byla špatná. Jánský se také objevil v pořadu Riskuj! a Nejslabší! Máte padáka!; v obou případech si také odnesl výhry.
| 2,5 milionů Kč (13 z 15)                 | 2,5 milionů Kč (13 z 15)                 | 2,5 milionů Kč (13 z 15)                 | 2,5 milionů Kč (13 z 15)                 | 5 milionů Kč (14 z 15)                                                                              | 5 milionů Kč (14 z 15)                                                                              | 5 milionů Kč (14 z 15)                                                                              | 5 milionů Kč (14 z 15)                                                                              |
| Jaké je hlavní město Gabonské republiky? | Jaké je hlavní město Gabonské republiky? | Jaké je hlavní město Gabonské republiky? | Jaké je hlavní město Gabonské republiky? | Který časový údaj se vyskytuje v textu standardní verze písně The Theatre od skupiny Pet Shop Boys? | Který časový údaj se vyskytuje v textu standardní verze písně The Theatre od skupiny Pet Shop Boys? | Který časový údaj se vyskytuje v textu standardní verze písně The Theatre od skupiny Pet Shop Boys? | Který časový údaj se vyskytuje v textu standardní verze písně The Theatre od skupiny Pet Shop Boys? |
| ---------------------------------------- | ---------------------------------------- | ---------------------------------------- | ---------------------------------------- | --------------------------------------------------------------------------------------------------- | --------------------------------------------------------------------------------------------------- | --------------------------------------------------------------------------------------------------- | --------------------------------------------------------------------------------------------------- |
| A                                        | Brazzaville                              | B                                        | Abuja                                    | A                                                                                                   | půl osmé                                                                                            | B                                                                                                   | půl deváté                                                                                          |
| C                                        | Yaoundé                                  | D                                        | Libreville                               | C                                                                                                   | půl desáté                                                                                          | D                                                                                                   | půl jedenácté                                                                                       |

### Pavel Judas (2. září 2003)
Pavel Judas z Hrušovan u Brna jako druhý dokázal vyhrát částku 2 500 000 Kč a to v 287. díle. Pokusil se také o otázku za pět milionů korun, ale odpověď nevěděl, a tak si ponechal dosavadní výhru. Když si tipnul možnost C, odpověď byla i tak špatně.
| 2,5 milionů Kč (13 z 15)                                          | 2,5 milionů Kč (13 z 15)                                          | 2,5 milionů Kč (13 z 15)                                          | 2,5 milionů Kč (13 z 15)                                          | 5 milionů Kč (14 z 15)                                                               | 5 milionů Kč (14 z 15)                                                               | 5 milionů Kč (14 z 15)                                                               | 5 milionů Kč (14 z 15)                                                               |
| Na kterém z Havajských ostrovů leží jejich hlavní město Honolulu? | Na kterém z Havajských ostrovů leží jejich hlavní město Honolulu? | Na kterém z Havajských ostrovů leží jejich hlavní město Honolulu? | Na kterém z Havajských ostrovů leží jejich hlavní město Honolulu? | Plakát kterého filmu byl v roce 1997 při aukci Sotheby's vydražen za 453 000 dolarů? | Plakát kterého filmu byl v roce 1997 při aukci Sotheby's vydražen za 453 000 dolarů? | Plakát kterého filmu byl v roce 1997 při aukci Sotheby's vydražen za 453 000 dolarů? | Plakát kterého filmu byl v roce 1997 při aukci Sotheby's vydražen za 453 000 dolarů? |
| ----------------------------------------------------------------- | ----------------------------------------------------------------- | ----------------------------------------------------------------- | ----------------------------------------------------------------- | ------------------------------------------------------------------------------------ | ------------------------------------------------------------------------------------ | ------------------------------------------------------------------------------------ | ------------------------------------------------------------------------------------ |
| A                                                                 | Molokai                                                           | B                                                                 | Oahu                                                              | A                                                                                    | Mumie                                                                                | B                                                                                    | King Kong                                                                            |
| C                                                                 | Hawaii                                                            | D                                                                 | Maui                                                              | C                                                                                    | Frankenstein                                                                         | D                                                                                    | Dracula                                                                              |

## Soutěž v zahraničí
Tento pořad byl vysílán v několika zemích, přičemž princip hry byl stejný. Pořad se vysílal například:
- na Slovensku – Milionár
- v Číně – Bǎi Wàn Zhì Duō Xīng
- ve Velké Británii (a v anglicky mluvících zemích) – Who Wants to Be a Millionaire?
- v Polsku – Milionerzy
- v Maďarsku – Legyen Ön is milliomos!
- v Řecku – Poios thelei na ginei ekatommyriouchos
- ve Švédsku – Postkodmiljonären
- ve Francii – Qui veut gagner des millions?
- v Japonsku – Quiz $ Millionaire
- v Německu (a v německy mluvících zemích) – Wer wird milionär?
- v Rakousku – Die Millionenshow
- v Indii (pro tamilsky mluvící lidé) – Kodeeswari
- ve Španělsku – ¿Quién quiere ser millonario?
- v Turecku – Kim Milyoner Olmak İster?

## Odkaz v kultuře
Indická verze pořadu je použita v britském filmu Milionář z chatrče natočeném roku 2008.
Soutěž si ve své písni Milionář bere satiricky na mušku zpěvák Jaromír Nohavica. Píseň existuje také v polské, chorvatské a esperantské verzi. Dočkala se i pokračování.